# Vierjähriger Sejm

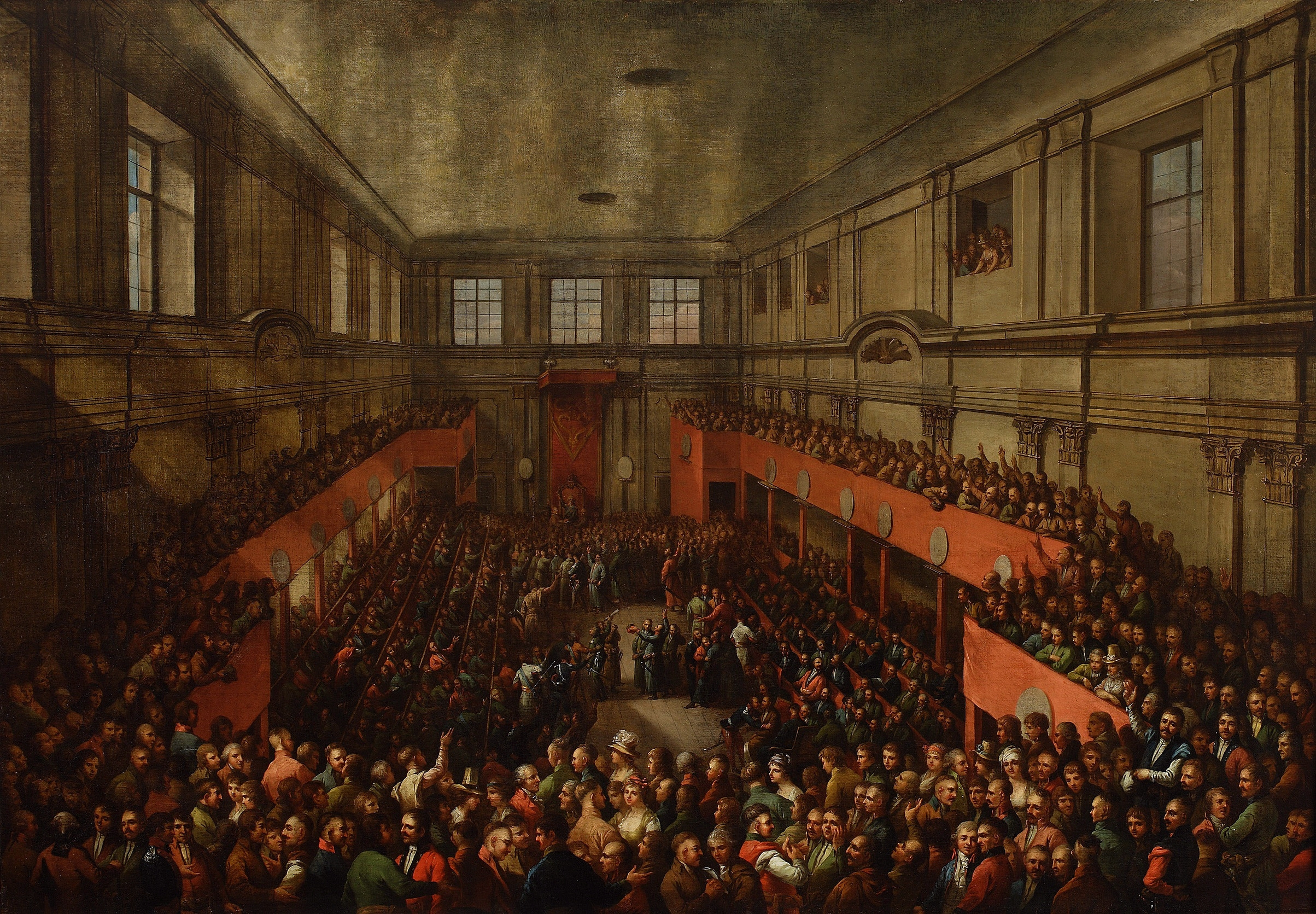
Verabschiedung der Verfassung vom 3. Mai 1791 (Gemälde von 1806)

Der Vierjährige Sejm bezieht sich auf das Parlament von Polen-Litauen in den Tagungsjahren 1788–1792. Er wurde mit Erlaubnis der russischen Zarin Katharina II. in Warschau einberufen. Anfangs war das Thema eine Entsendung von 100.000 Soldaten zur Hilfe beim russischen Türkenkrieg. Im März 1790 schloss der Sejm  die Polnisch-Preußische Allianz ab, ein Defensivbündnis für den Fall eines russischen Angriffs auf Polen, verweigerte jedoch später der darin gleichsam als Preis festgelegten Abtretung Danzigs und Thorns an Preußen die Zustimmung. Großen Einfluss auf die Arbeit des Sejms nahm auch die Französische Revolution, die mit den Schlagworten Freiheit, Gleichheit, Brüderlichkeit die absolutistischen Monarchien Europas gefährdete. Vor allem Polens Nachbarn Preußen, Österreich und Russland sowie der reiche polnisch-litauische Hochadel forderten eine „Vernichtung des Pariser Ungeziefers“.
Eines der wichtigsten Werke des Vierjährigen Sejms war die Verabschiedung einer neuen Konstitution, der Verfassung vom 3. Mai 1791. Sie war die erste moderne Verfassung Europas, die zweite überhaupt nach den USA, und sah neben einer Teilung und Verschränkung der Gewalten auch das Prinzip der Volkssouveränität vor sowie die Etablierung einer parlamentarisch-konstitutionellen Monarchie mit einem Erbmonarchen an der Staatsspitze. Die letzte Versammlung fand am 29. Mai 1792 statt. Die Verfassung selbst hielt 14 Monate und 3 Wochen.
Marschall der Versammlung war Stanisław Małachowski.